# The Bat (film din 1959)

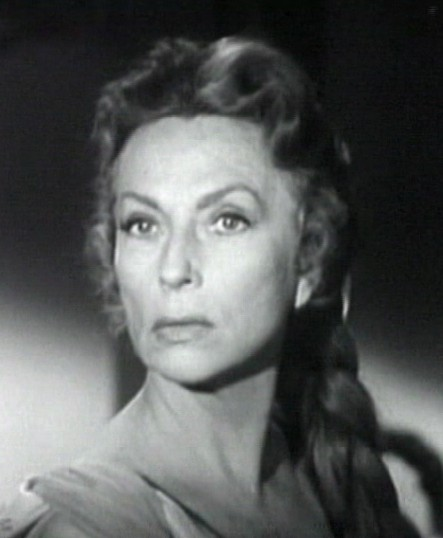

The Bat este un film de groază american din 1959 regizat de Crane Wilbur. Rolurile principale sunt interpretate de actorii Vincent Price, Gavin Gordon și Agnes Moorehead.

## Distribuție
- Vincent Price - Dr. Malcolm Wells
- Agnes Moorehead - Cornelia van Gorder
- Gavin Gordon - Lt. Andy Anderson
- John Sutton - Warner
- Lenita Lane - Lizzie Allen
- Elaine Edwards - Dale Bailey
- Darla Hood - Judy Hollandr
- John Bryant - Mark Fleming
- Harvey Stephens - John Fleming